# Caligo reinwardtianus
Caligo reinwardtianus är en fjärilsart som beskrevs av Drapier 1820. Caligo reinwardtianus ingår i släktet Caligo och familjen praktfjärilar. Inga underarter finns listade i Catalogue of Life.